# سد وادي قطارة
سد وادي قطارة هو سد مائي يقع في وادي القطارة علي بعد 33 كيلومتر شرق مدينة بنغازي في دولة ليبيا، وتم وضع مخطط لإنشاء السد بعدما قامت الفيضانات المحلية بتدمير منطقة بنغازي في أعوام 1938 و 1954، وأيضًا كان مستهدفًا من انشائه تنظيم عمليات الري والزراعة وتوفير المياه.
بدأت عمليات البناء في السد عام 1968 وانتهت في عام 1971.
وفي عام 1979 قامت الفيضانات الشديدة بتدمير السد، وتمت عمليات لإعادة تأهيل وإصلاح السد الرئيسي وتم استبدال السد الثانوي في الفترة بين عامي 2000 و 2004 وكانت تكلفة الإصلاحات 30 مليون دولار، والسد الرئيسي بارتفاع 7 أمتار والسعة الإجمالية للسد تمت زيادتها لتُصبح 240240 م3/ث (8,481 قدم3/ث)، وكلا السدين وُضع تصميمهما من قِبل شركة كوين أي بيلير الرنسية للإنشاءات والهندسة والاستشارات.